# Przezroczysty świat
Przezroczysty świat – trzeci singel polskiego zespołu muzycznego Kwiat Jabłoni z ich drugiego albumu studyjnego Mogło być nic, wydany 13 maja 2021 przez wydawnictwo Agora.
Piosenka została napisana i skomponowana przez Jacka Sienkiewicza, a za jej produkcję odpowiadał Wojciech Urbański.
Do utworu powstał teledysk reżyserii Marty Bijan nagrany pod Teatrem Polskim w Poznaniu, gdzie w przezroczystym kontenerze zespół był oddzielony od publiczności, co miało odzwierciedlać sytuację podczas pandemii koronawirusa.
W październiku 2022 nagranie uzyskało certyfikat złotej płyty, przekraczając liczbę 25 tysięcy sprzedanych kopii.